# Romo: Confesiones de un torturador
Romo: Confesiones de un torturador (originalmente llamado "Romo: el pasado en presente") es un libro de investigación periodística basado en la entrevista que su autora Nancy Guzmán le realizó a Osvaldo Romo, agente torturador de la Dirección de Inteligencia Nacional (DINA), conocido como el "Guatón Romo". 

## Argumento
Entre fines de 1994 y abril de 1995, Nancy Guzmán entrevistó en varias sesiones a Osvaldo Romo, quien entonces se encontraba recluido en una de las celdas de máxima seguridad de la Penitenciaría de Santiago.
A lo largo de sus páginas, el libro ofrece un panorama de la mentalidad, la formación y el pensamiento de Romo, entremezclando los relatos de tortura del exagente de la DINA, con comentarios e información recopilada por la periodista.
La investigación da cuenta de sus rasgos psicopáticos, la historia de cómo llegó a formar parte de la DINA ganándose la confianza de las máximas autoridades al delatar a sus compañeros de celda y conocidos del barrio. El mismo Romo relata las formas de aplicar torturas a hombres y mujeres, y sobre los diversos métodos para hacer desaparecer a los detenidos después de su deceso, además de otras variantes del tema. Los crudos relatos se mezclan con burdos intentos de justificación de sus crímenes y violaciones a los derechos humanos que cometió como exagente de la DINA y hasta alegato de inocencia respecto a otras acusaciones que se le realizaron.

## Premios
En octubre de 2000 Nancy Guzmán se adjudicó el Premio Planeta de Investigación Periodística por las entrevistas que dieron vida a este libro. El jurado compuesto por Faride Zerán, Alfredo Jocelyn-Holt, Tomás Eloy Martínez-, Alejandra Matus y Carlos Orellana catalogaron el libro como "no solo un retrato hablado de un torturador, sino el documentado relato de un tiempo histórico que la sociedad chilena no se decide a enfrentar"
El premio consistió en un cheque de $5 000 000, una escultura de cristal y la publicación de esta obra en Santiago, Buenos Aires y Montevideo.

### Sobre la autora
Nancy Guzmán nació el 23 de mayo de 1953 en Valparaíso, donde vivió toda su infancia. Estudió en el Liceo n.º 2 de esa ciudad y posteriormente estudio la Universidad Católica de Valparaíso.
Durante la dictadura militar se exilió en Colombia, país en el que vivió 11 años, y donde completó sus estudios en la Pontificia Universidad Javeriana. En la década del 80 trabajó en revista Oriente y Colombia Hoy.
Ha sido guionista, investigadora y productora de documentales y reportajes de canales europeos de televisión, de las cadenas norteamericanas Telemundo y Univisión, y del canal colombiano Globo TV, habiéndose desempeñado, además, como corresponsal de estos dos últimos. 
En Chile ha trabajado como corresponsal de las revistas colombianas Semana y Caja de Herramientas, y escribió reportajes para La Nación, The Clinic y Página 12 de Argentina.

## Otros libros de la autora
- Un grito desde el silencio: asesinato de Bautista van Schouwen y Patricio Munita (LOM, 1988)
- Historia para no olvidar - en coautoría con el abogado Héctor Salazar (Catalonia, 2004)
- Los crímenes que estremecieron a Chile: Las memorias de La Nación para no olvidar - en coautoría con Pedro Vega, Jorge Escalante y Javier Rebolledo (Ceibo, 2013)
- La noche de los corvos - Colaboración en la reedición de "Un verde manto de impunidad" de Héctor Salazar y Nelson Caucoto  (Ceibo, 2013)
- Íngrid Olderöck: La mujer de los perros (Ceibo, 2014)
- Los Agustines: El clan Edwards y la conspiración permanente (Ceibo, 2015)